# Edward Fitzgerald (jégkorongozó)
James Edward „Ed” Fitzgerald (Northfield, Minnesota, 1891. augusztus 3. – Ramsey megye, Minnesota, 1966. április 18.) olimpiai ezüstérmes amerikai amatőr jégkorongozó.
Az 1920-as nyári olimpián ezüstérmet nyert amerikai férfi jégkorong-válogatottal, az elődöntőben 2–0-ra kaptak ki a későbbi győztes kanadai válogatottól, a rájátszás során pedig előbb a svéd, majd a csehszlovák válogatottat verték nagy arányban, megszerezve ezzel az ezüstérmet.